# Saint-Viance
Saint-Viance is een gemeente in het Franse departement Corrèze (regio Nouvelle-Aquitaine). De plaats maakt deel uit van het arrondissement Brive-la-Gaillarde. Saint-Viance telde op 1 januari 2022 1.888 inwoners.

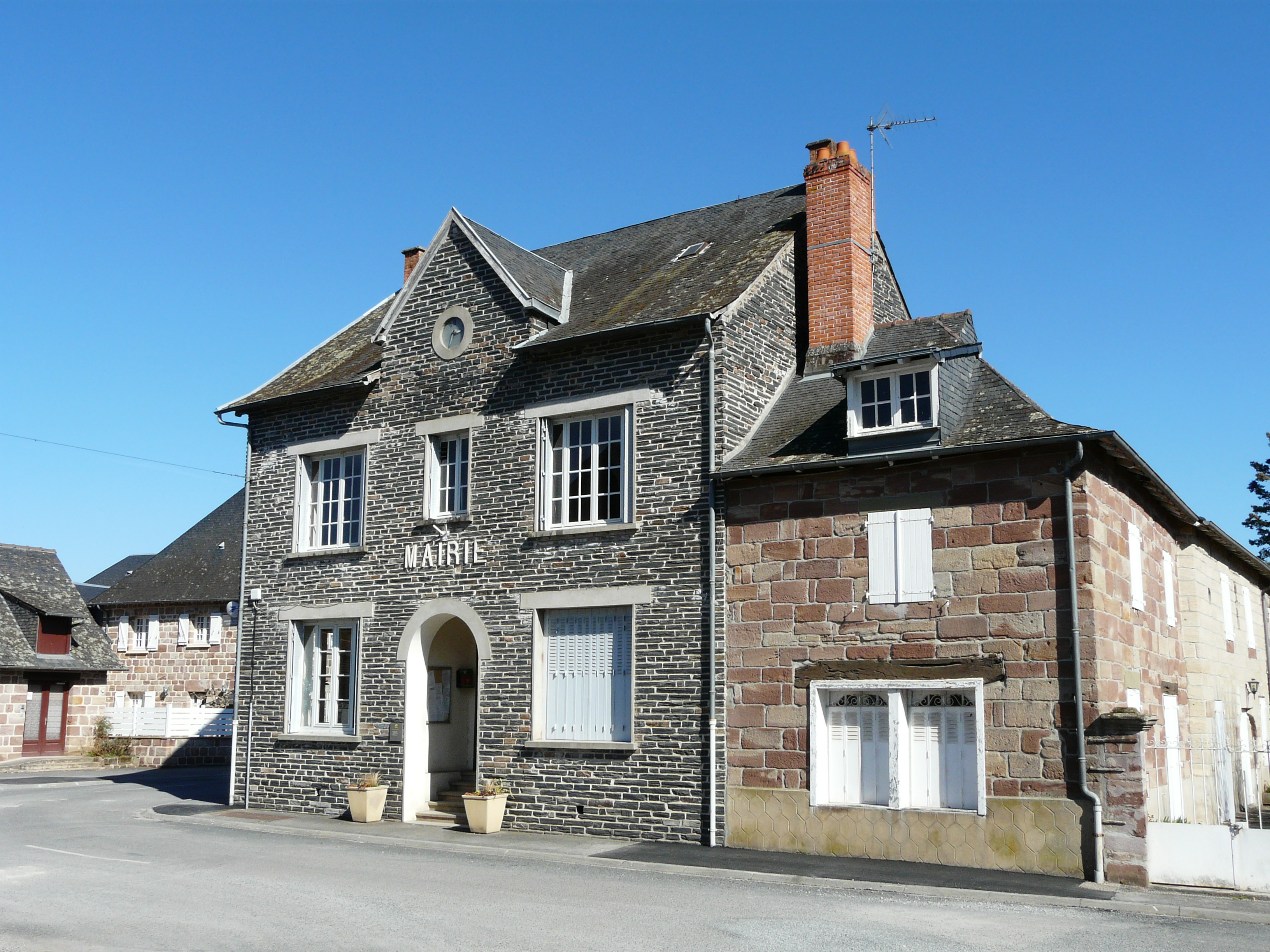
Gemeentehuis
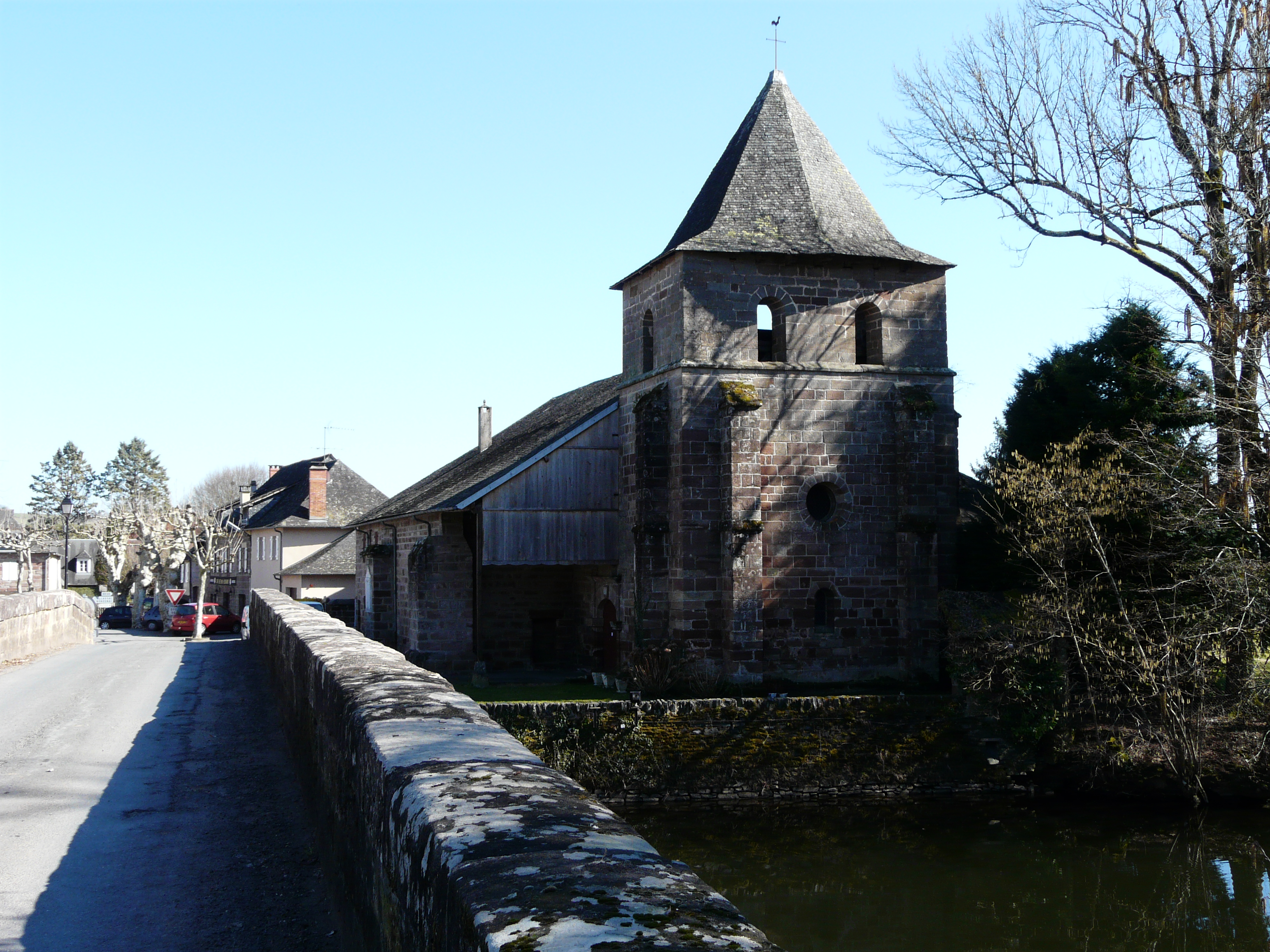
Kerk van Saint-Viance

## Geografie
De oppervlakte van Saint-Viance bedroeg op 1 januari 2022 16,23 vierkante kilometer; de bevolkingsdichtheid was toen 116,3 inwoners per km².
De onderstaande kaart toont de ligging van Saint-Viance met de belangrijkste infrastructuur en aangrenzende gemeenten.

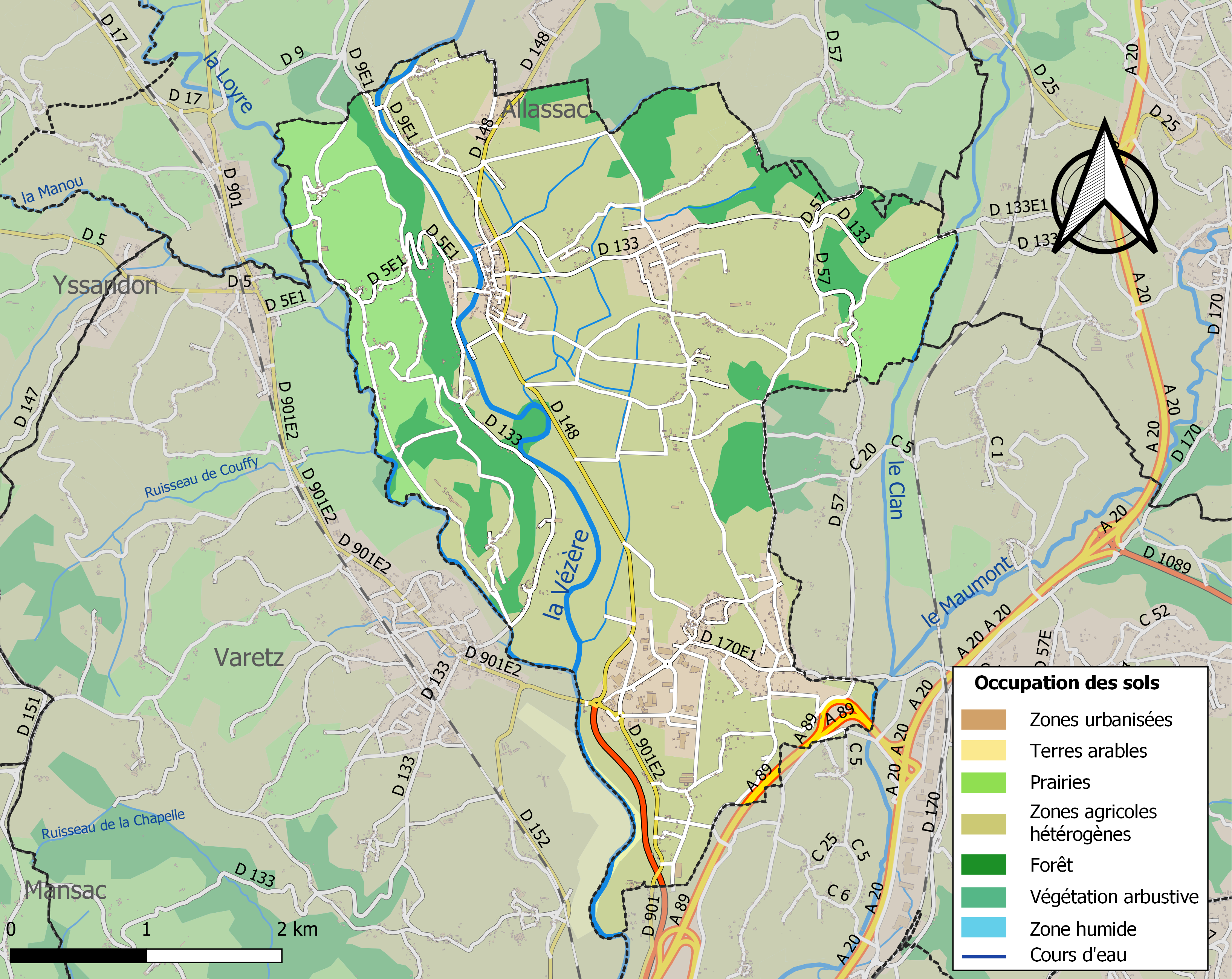

## Demografie
Onderstaande figuur toont het verloop van het inwonertal (bron: INSEE-tellingen).